# Dubbelconcert voor twee violoncello's (Vivaldi)
Het Dubbelconcert voor twee violoncello's in g mineur (RV 531) is een compositie van de Italiaanse barokcomponist Antonio Vivaldi. Het krachtige celloconcert behoort tot de bekendere werken van Vivaldi. Vivaldi componeerde het voor twee cellisten, een strijkersorkestje en klavecimbel. 
Het concert bestaat uit drie delen:
1. Allegro;
2. Adagio;
3. Allegro.

Het eerste Allegro valt te omschrijven als een ruig stukje barok waarbij het orkest op gezette momenten de twee solisten bijvalt. Het Adagio is een slepende beweging waarbij net zoals in de rest van het concert de solisten als een echo op elkaar reageren. Het tweede  Allegro, respectievelijk het derde en laatste deel uit het concert, is een vrolijke en vlugge beweging waarbij het orkest weer op gezette tijden invalt om dynamiekverschillen te doen vergroten. 
De moeilijkheid van het stuk zit hem niet in de te spelen noten, noch in technieken als de duimpositie; er is echter een zeer snelle stokbeweging vereist om de vele zestiende noten te spelen, evenals in kort tempo van snaar te verwisselen. 
Door de tijd heen zijn er vele bewerkingen geschreven voor verschillende bezettingen. Een bekende is die van de cellist Janos Starker voor twee cello's en piano.